# Izobarický děj
Izobarický děj je termodynamický děj, při kterém se nemění tlak termodynamické soustavy. Při izobarickém ději je tedy {\displaystyle p={\mbox{konst}}}, tedy {\displaystyle \mathrm {d} p=0}.

## Ideální plyn
Ze stavové rovnice lze pro ideální plyn odvodit Gay-Lussacův zákon
{\displaystyle {\frac {V}{T}}={\mbox{konst}}},
kde {\displaystyle V} je objem a {\displaystyle T} je termodynamická teplota plynu. Při izobarickém ději je tedy podíl objemu V a termodynamické teploty plynu T stálý.

## Izobara

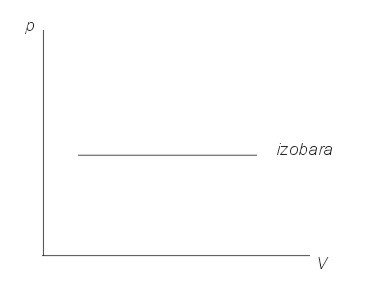
Izobara.

Závislost tlaku na objemu při izobarickém ději je v p-V diagramu vyjádřena přímkou rovnoběžnou s osou V, která se označuje jako izobara.

## Vlastnosti
Při izobarickém ději se s teplotou mění objem plynu, a proto plyn koná práci. Podle prvního termodynamického zákona se dodané teplo spotřebuje na zvýšení vnitřní energie i na vykonání práce.
Podle prvního termodynamického zákona lze s využitím stavové rovnice ideálního plynu tedy psát
{\displaystyle \delta Q=nc_{V}\mathrm {d} T+p\mathrm {d} V=nc_{V}\mathrm {d} T+nR\mathrm {d} T=n(c_{V}+R)\mathrm {d} T=nc_{p}\mathrm {d} T},
kde {\displaystyle n} je látkové množství, {\displaystyle p} je tlak, {\displaystyle V} je objem, {\displaystyle T} je teplota, {\displaystyle R} je molární plynová konstanta
{\displaystyle c_{V}} představuje molární tepelnou kapacitu při stálém objemu a {\displaystyle c_{p}} označuje molární tepelnou kapacitu při stálém tlaku.

Vnitřní energii lze při izobarickém ději určit pomocí měrné tepelné kapacity jako
{\displaystyle \mathrm {d} U=nc_{V}\mathrm {d} T}

Z předchozích vztahů je vidět, že práce konaná při izobarickém ději je určena vztahem
{\displaystyle \delta A=p\mathrm {d} V}

Dodáme-li soustavě při izobarickém ději stejné množství tepla jako při ději izochorickém, bude přírůstek teploty plynu při izobarickém ději menší než při izochorickém ději. Pro molární tepelné kapacity tedy platí {\displaystyle c_{p}>c_{V}}.
Vztah mezi {\displaystyle c_{p}} a {\displaystyle c_{V}} určuje Poissonova konstanta a Mayerův vztah.

Pro entropii při izobarickém ději platí

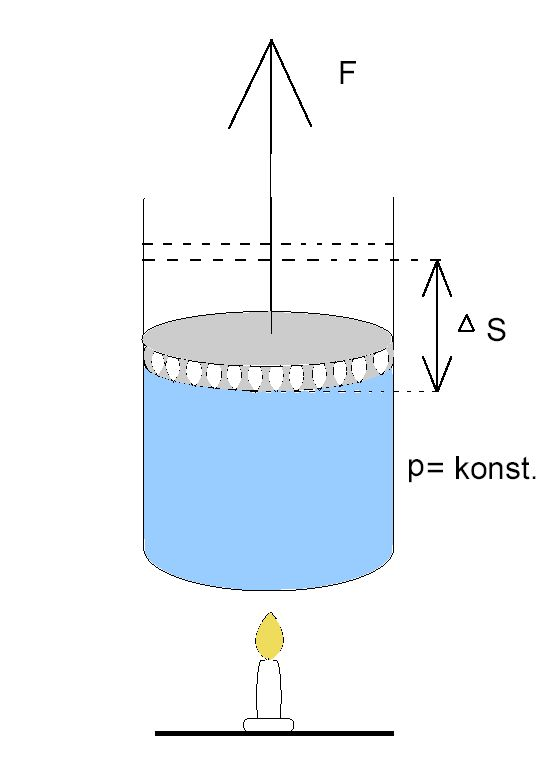
Práce plynu při izobarickém ději

{\displaystyle \Delta S=nc_{p}\ln {\frac {T_{2}}{T_{1}}}=nc_{p}\ln {\frac {V_{2}}{V_{1}}}}

## Práce plynu při izobarickém ději
Vzorec
{\displaystyle \ W'=p\Delta V}
Kde W' je vykonaná práce plynu, p je tlak plynu v uzavřené nádobě pístem a {\displaystyle \Delta V} je změna objemu plynného tělesa.
K tomuto vzorci jsme došli pomocí vzorce {\displaystyle \ p={\frac {F}{S}}}, který jsme si upravili na {\displaystyle \ F=pS}.

Kde F je tlaková síla působící na píst o obsahu S a p je tlak. Uvažujeme, že tlaková síla je stálá.

Při přesunutí pístu ve válcové nádobě o délce {\displaystyle \Delta s} vykonává plyn práci
{\displaystyle \ W'=F\Delta s=pS\Delta s} 
{\displaystyle \ W'=p\Delta V} 

kde {\displaystyle \Delta V=S\Delta s=V_{2}-V_{1}} je změna objemu plynu.

Práce vykonaná plynem při izobarickém ději je rovna součinu tlaku plynu a přírůstku jeho objemu.
Když objem plynu bude {\displaystyle \Delta V=V_{2}-V_{1}>0} práce vykonaná plynem bude kladná a když objem plynu bude {\displaystyle \Delta V=V_{2}-V_{1}<0} práce vykonaná plynem je záporná.